# Øivind Bolstad
Øivind Bolstad (* 1. Februar 1905 in Vardø; † 7. Mai 1979) war ein norwegischer Schriftsteller. Er schrieb zwar auch Schau- und Hörspiele sowie Gedichte, wurde aber hauptsächlich durch seine Romane bekannt. Bolstad veröffentlichte auch unter den Pseudonymen Theo Eikan und Martin Eden.

## Leben
Bolstad war der Sohn eines Rechtsanwalts. Er wuchs in Bergen auf, wo er die Handelsschule besuchte, und danach als Büroangestellter und Schriftsteller arbeitete. Er veröffentlichte zunächst Novellen und Hörspiele, 1938 dann das Schauspiel Patrioten, das allerdings erst 1946 uraufgeführt wurde. Einige seiner späteren Werke wurden auch ins Deutsche übersetzt, darunter der Roman Der Profiteur, in dem Bolstad sich mit der Zusammenarbeit der Wirtschaft mit den Nazis beschäftigt, sowie der satirische Roman Das Testament des alten Winckel. Bolstad veröffentlichte unter anderem bei dem Verlag Ny dag der norwegischen kommunistischen Partei.
1973 wurde Bolstad mit dem Doblougpreis ausgezeichnet.

## Werke (Auswahl)
- Profitøren (1947) – deutsch Der Profiteur (1951)
- Den røde begonia (1947)
- Gamle Winckels testament (1949) – deutsch Das Testament des alten Winckel (1960)
- Spøkefuglen på Toska (1955) – deutsch Draußen auf den Inseln (1959)
- Spenningens land (1962) – deutsch Grönland-Saga (1962)
- Fortellinger og fabler (1966)
- Dødens tango (1967)
- Appassionata (1968)
- Jorunn (1969)
- Sort messe (1970)